# Timoko
Timoko est un cheval de courses de race trotteur français né le 27 avril 2007. Élevé par Paul Van Klaveren et appartenant à son entraîneur, Richard Westerink, basé à Escalans, dans le département des Landes, il est le deuxième trotteur français le plus riche de l'histoire et le troisième  trotteur le plus riche de l'histoire des courses mondiales.

## Carrière
Timoko est acquis poulain par son jeune entraîneur, Richard Westerink, un Néerlandais qui s'est installé en France au début des années 2000, et travaille en parallèle dans un abattoir pour gagner sa vie. Le cheval se qualifie à Agen le 24 juin 2009 dans le temps de 1'19"1. Le duo débute victorieusement sur l'hippodrome d'Enghien le 3 août 2009, dans la première course parisienne réservée aux 2 ans. Par la suite, Timoko enchaine les disqualifications, ne renouant avec la victoire que le 18 janvier 2010, cette fois à Vincennes. Le poulain montre de la qualité mais également des difficultés pour rester au trot.
Cependant son entraineur n'hésite pas à le présenter dans le Prix Albert Viel (groupe I) le 20 juin 2010 et, bien qu'il ait déjà figuré dans des groupes II, le public le laisse partir à la cote de 73/1 et après un parcours caché dans le dos des premiers, il parvient sur le poteau à prendre un nez au plus pugnace de ses rivaux. Il se montre ensuite plus régulier et finit second du Prix de l'Étoile, autre groupe I.
Mais après une victoire et une seconde place dans les préparatoires du Critérium des 3 ans, il laisse sans voix tous les observateurs dans cette épreuve en plaçant au poteau des 1 000 derniers mètres une vive accélération qu'aucun rival n'arrive à suivre et il remporte cette course facilement tout en battant le record de ce critérium. En 2011, il gagne de la même manière, le Prix de Sélection, puis le Critérium des 4 ans avec plus de difficultés. Il se fait battre dans la finale du Grand Prix de l'UET par Kadett CD mais prend sa revanche sur son rival dans le Critérium Continental et ce malgré une absence de plusieurs semaines due à la maladie de Lyme contractée fin octobre.
Outre ces victoires en groupe I, c'est sa manière de courir qui frappe. En effet son driver ne s'embarrasse pas de tactique, il accélère vivement à mille mètres de l'arrivée et personne ou presque n'arrive à le suivre et il remporte souvent ses victoires facilement, et lorsqu'un cheval vient l'attaquer, il repart au courage démontrant un mental hors du commun à cet âge pour encaisser des courses aussi rondement menées.
Un mois plus tard, il dispute le prix d'Amérique dans lequel il emploie la même tactique, mais cette fois ses rivaux arrivent à le suivre et le déborde dans la ligne droite. Il se classe malgré tout cinquième en ne déméritant pas. La suite de cette année 2012 allait être plus difficile. Au printemps le cheval embêté par des problèmes à un pied, prend le galop dans plusieurs courses et ne se rend pas en Suède comme cela était prévu. Dans le Critérium des 5 ans, il termine troisième de The Best Madrik avec qui il partage les victoires dans les critériums de sa génération.
À l'automne, il reprend des accessits mais ne domine plus sa génération. Alors que beaucoup d'observateurs pensent que sa carrière est derrière lui, il réalise pour sa dernière course de l'année une belle performance en finissant troisième du Prix de Bourgogne derrière les champions Ready Cash et Royal Dream. Mais cette année 2012 reste vierge de toute victoire.
Le Prix d'Amérique 2013 se passe mal et il termine seulement à la septième place. Deux semaines plus tard, il confirme qu'il est bien sur la voie du renouveau en terminant tout près de Ready Cash et Royal Dream dans le Prix de France avec l'aide de Jos Verbeeck qui le drive pour la première fois. Il renoue enfin avec la victoire à Cagnes-sur-Mer et un mois plus tard il met à la raison ses adversaires dans le Prix de l'Atlantique en pratiquant la course en tête mais en étant beaucoup plus sage avec la drive du grand driver belge. Malgré les courses très dures de sa jeunesse avec bien entendu un rythme soutenu mais également des efforts prolongés dès les mille derniers mètres qui auraient pu le marquer aussi bien physiquement que mentalement, Timoko est toujours au plus haut niveau à 6 ans, comme l'attestent ses victoires dans le Grand Prix de Wallonie, le Prix de Washington ou le Grand Prix du Sud-Ouest.

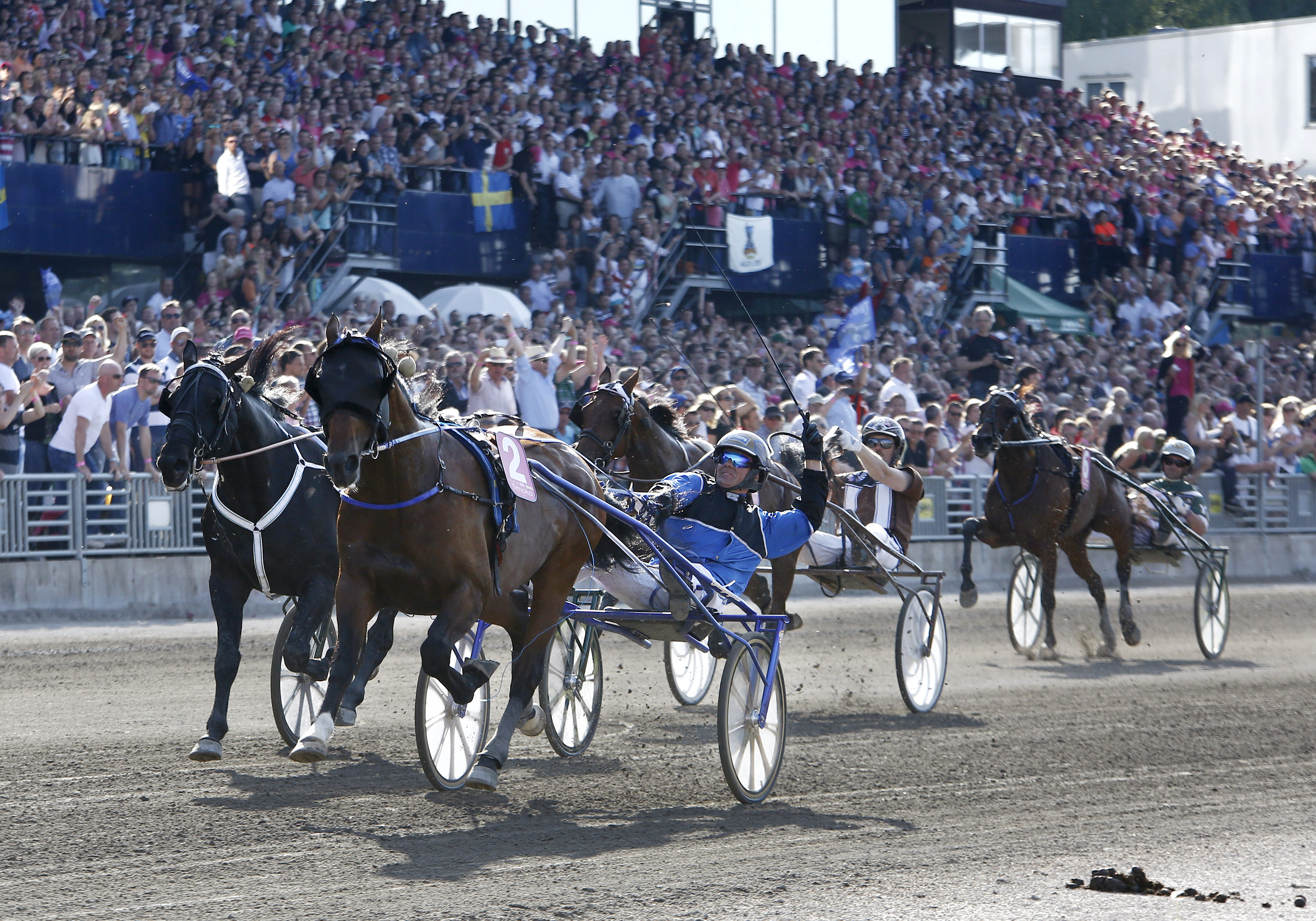
Timoko lors de sa victoire dans l'Elitloppet en 2014

En 2014, après un meeting d'hiver en demi-teinte, dont un très décevant Grand Prix de France, les observateurs pensent à la fin de carrière pour ce très bon cheval dont le début de carrière permettait d'envisager encore mieux. Mais après une rentrée correcte dans le Prix de l'Atlantique, il fait sensation à Vincennes en remportant facilement le Prix Kerjacques avec un nouveau pilote, le grand driver suédois Björn Goop. Grâce à cette performance, les organisateurs suédois de la plus belle épreuve européenne de vitesse invitent le cheval et Timoko orne son palmarès de l'Elitloppet à Solvalla, abaissant à cette occasion son record personnel qui devient celui de la course suédoise, à 1'09"5, toujours avec Björn Goop.
Assez discret au début du meeting d'hiver 2014-2015, il se rappelle au bon souvenir de tous en accrochant enfin le podium du Prix d'Amérique, grâce à sa troisième place obtenue derrière Up and Quick et Voltigeur de Myrt, ce qui lui permet de flirter avec les 3 millions d'euros de gains. Barre qu'il franchit dès sa sortie suivante, lorsqu'il s'impose quinze jours plus tard dans le Prix de France, cueillant ainsi sa plus belle victoire dans l'hexagone, et la preuve de la qualité exceptionnelle de ce cheval à la longévité devenue rare.
Au printemps, Timoko reprend une nouvelle campagne européenne, qu'il entame par une victoire dans le Grand Critérium de Vitesse de la Côte d'Azur, suivi d'une troisième place dans le Prix de l'Atlantique. Si le cheval obtient des résultats mitigés par la suite, échouant notamment dans l'Elitloppet, il profite d'une pause de quatre mois dans sa carrière pour revenir en forme à l'automne et signer une belle deuxième place aux États-Unis, dans l'International Trot.
Timoko commence son meeting d'hiver 2015/2016 par une course sage dans le Prix de Bretagne, puis s'affirme comme un candidat sérieux à l'Amérique en survolant le Prix de Bourgogne. Pour sa cinquième participation à l'épreuve-reine, le champion s'élance dans la position du deuxième favori derrière le jeune phénomène Bold Eagle, qui s'annonce imbattable. Si celui-ci survole la course en pulvérisant le record1'11"4, Timoko enregistre son meilleur résultat dans l'Amérique, terminant vaillant deuxième, lui aussi dans une réduction kilométrique historique (1'11"5). Quinze jours plus tard, Timoko défend son titre dans le Prix de France avec des espoirs de revanche sur son cadet, mais il doit s'avouer de nouveau vaincu, terminant bon deuxième derrière Bold Eagle, confirmant qu'il en est le brillant dauphin. Cependant, en fin de meeting, il ne peut faire mieux que cinquième du Prix de Paris, dans lequel Bold Eagle lui-même est battu. Mais il renoue avec le succès dès sa sortie suivante, dans le Grand Critérium de Cagnes, qu'il s'adjuge très facilement, et pour la troisième fois, demeurant invaincu en cinq courses sur l'hippodrome de Cagnes.
Au printemps, après un nouveau Prix Kerjacques, Timoko prend une nouvelle fois la direction de la Scandinavie, pour une nouvelle tentative dans l'Elitloppet. Il s'impose dans sa batterie qualificative en battant son record en 1'09"1, ce qui fait alors de lui le cheval français le plus rapide de l'histoire. Mais il doit s'avouer vaincu en finale, terminant quatrième derrière le phénomène américain Nuncio, mais récupérera la troisième place sur le tapis vert à la suite de la disqualification pour contrôle positif d'Un Mec d'Héripré. En juin, il poursuit sa campagne européenne en prenant le second accessit du Kymi Grand Prix en Finlande, puis observe une longue période de repos avant une rentrée victorieuse, mais obtenue sur tapis vert (après la rétrogradation de Bird Parker, qui l'avait gêné dans la ligne droite) dans le Grand Prix du Sud-Ouest en octobre. Il prend ensuite le deuxième accessit du Grand Prix des Nations à Milan, avant d'aborder le meeting d'hiver à Vincennes, où son premier accessit dans le Prix de Bourgogne lui permet de dépasser en gains Ready Cash et de devenir, avec 4 301 098 € sur son compte en banque, le cheval français le plus riche de tous les temps, et le deuxième de l'histoire mondiale des courses de trot après Varenne. Il réalise toutefois une contre-performance dans le Prix d'Amérique où, prenant la tête et la corde, il subit de multiples assauts durant le parcours avant de céder dans la phase finale. Mais sa belle deuxième place dans le Prix de France quinze jours plus tard, toujours derrière l'intouchable Bold Eagle, montre qu'il n'a rien perdu de sa superbe. Il en apporte une preuve supplémentaire dans le Grand Critérium de Cagnes, qu'il remporte pour la quatrième fois (comme un certain Ourasi), s'offrant au passage le record de l'épreuve en 1'09"5. En revanche, il échoue à Naples dans le Grand Prix de la Loterie, terminant cinquième de la finale après avoir remporté sa batterie qualificative. Fin mai, il prend part pour la cinquième fois à l'Elitloppet, où il doit affronter Bold Eagle, qui tente sa première incursion en Scandinavie, Nuncio et Resolve. Tandis que Bold Eagle survole sa batterie qualificative avec un record d'Europe à la clé (1'08"4), il termine troisième dans la sienne, ce qui lui permet de se qualifier pour sa cinquième finale, un record. En finale, alors que tout le monde attend une nouvelle démonstration de Bold Eagle, ou à tout le moins un match avec Nuncio, Timoko prend tête et corde et résiste à toutes les attaques pour s'imposer en 1'09" (nouveau record en finale) devant le champion Propulsion, Resolve et le décevant duo Bold Eagle / Nuncio, considérés comme les deux meilleurs chevaux du monde. À 10 ans, alors qu'il semblait condamné à jouer les seconds rôles face à la nouvelle génération, Timoko réalise un exploit retentissant, tout en raflant son quinzième groupe 1.
Après son coup d'éclat à Solvalla, Timoko dispute le Kymi Grand Prix en Finlande, où il s'intercale entre le Suédois Carabinieri et son propre fils, Dreammoko, puis entame une tournée d'adieu en France, où il ne pourra plus courir en 2018, atteint par la limite d'âge. Pour la centième course de sa carrière, la dernière à Enghien, il ajoute un second Prix de Washington à son palmarès. Pour ses adieux à la France, il remporte le Grand Prix du Département des Alpes Maritimes en 1'09"1, restant donc invaincu en sept sorties sur l'hippodrome de Cagnes-sur-Mer, et passant à l'occasion le cap des cinq millions d'euros de gains, un seuil qui sera dépassé l'année suivante par Bold Eagle. Mais alors qu'il devait poursuivre sa carrière à l'étranger, Richard Westerink annonce que son champion ne serait plus revu en piste, se consacrant désormais à sa carrière d'étalon,. Il laisse le souvenir d'un champion au palmarès hors du commun, d'une longévité exceptionnelle (sur les 649 trotteurs de sa génération qui ont débuté à 2 ans en France, seuls 26 ont couru au moins une fois à 10 ans) et d'une popularité rare.

## Palmarès

### Groupe I
France
- Prix Albert Viel (2010)
- Critérium des 3 ans (2010)
- Prix de Sélection (2011)
- Critérium des 4 ans (2011)
- Critérium continental (2011)
- Grand Critérium de vitesse de la Côte d'Azur (2013, 2015, 2016, 2017)
- Prix de l'Atlantique (2013)
- Prix de France (2015)
- 2e Prix d'Amérique (2016)
- 2e Prix de France (2016, 2017)
- 2e Prix de l'Étoile (2010)
- 2e Prix René Ballière (2013)
- 3e Prix d'Amérique (2015)
- 3e Prix de Sélection (2012)
- 3e Critérium des 5 ans (2012)
- 3e Prix de France (2013)
- 3e Prix de l'Atlantique (2015)
- 5e Prix d'Amérique (2012, 2014)
- 5e Prix de Paris (2016)

 Suède
- Elitloppet (2014, 2017)
- 3e Elitloppet (2013, 2016)

 Finlande
- Kymi Grand Prix (2014)
- 2e Kymi Grand Prix (2017)
- 3e Kymi Grand Prix (2016)

 Belgique
- Grand Prix de Wallonie (2013)

 Italie
- 2e Gran Premio delle Nazioni (2013)
- 3e Gran Premio delle Nazioni (2016)

 États-Unis
- 2e International Trot (2015)

 Europe
- 2e Grand Prix de l'UET (2011)
- 2e UET Trotting Masters (2013)

### Groupe II
- Prix Pierre Plazen (2010)
- Prix Abel Bassigny (2010)
- Prix Éphrem Houel (2011)
- Prix Phaéton (2011)
- Prix de Bourgogne (2016)
- Prix de Washington (2013, 2017)
- Grand Prix du Conseil général des Alpes-Maritimes (2013, 2014, 2017)
- Grand Prix du Sud-Ouest (2013, 2016)
- Prix Kerjacques (2014, 2016)
- 2e Prix Jacques de Vaulogé (2010)
- 2e Prix Marcel Laurent (2012)
- 2e Prix d'Été (2013)
- 2e Prix de la Ville de La Capelle (2014)
- 2e Prix de Bourgogne (2017)
- 3e Prix de Bourgogne (2013)

## Au haras
Parallèlement à sa carrière de courses, Timoko devient étalon en 2012 au Haras de Sassy, dans l'Orne, au prix de 11 000 € la saillie. En 2017, Dreammoko 1'09 lui apporte un premier succès en tant que reproducteur au niveau semi-classique, en remportant le Prix Phaeton et l'année suivante c'est la pouliche Folelli qui lui offre un premier groupe 1 dans le Critérium des Jeunes. Il est aussi le père du champion Étonnant 1'09, vainqueur du Prix de Paris, du Grand critérium de vitesse de la Côte d'Azur, du Prix de l'Atlantique 2023 et qui lui succède au palmarès de l'Elitloppet, l'une des plus grandes courses au monde.

## Origines
Timoko est né de l'union d'un modeste étalon, Imoko, et d'une jument qui se recommande de sa grand-mère, la championne Vanina B, rivale d'Une de Mai, gagnante notamment du Critérium des 5 ans et d'un Prix de France, et qui n'est autre que la mère du crack Jorky. 
| Origines de Timoko, mâle, bai. | Origines de Timoko, mâle, bai. | Origines de Timoko, mâle, bai. | Origines de Timoko, mâle, bai. |
| ------------------------------ | ------------------------------ | ------------------------------ | ------------------------------ |
| Père Imoko                     | Viking's Way                   | Mickey Viking (US)             | Bonefish (US)                  |
| Père Imoko                     | Viking's Way                   | Mickey Viking (US)             | Misty Sister                   |
| Père Imoko                     | Viking's Way                   | Josubie                        | Quito                          |
| Père Imoko                     | Viking's Way                   | Josubie                        | Vésubie III                    |
| Père Imoko                     | Sépia                          | Jiosco                         | Quioco                         |
| Père Imoko                     | Sépia                          | Jiosco                         | Valse Bellêmoise               |
| Père Imoko                     | Sépia                          | Jolie Perle                    | Ura                            |
| Père Imoko                     | Sépia                          | Jolie Perle                    | Datcha Folle                   |
| Mère Kiss Me Coulonces         | And Arifant                    | Sharif Di Iesolo (IT)          | Quick Song (US)                |
| Mère Kiss Me Coulonces         | And Arifant                    | Sharif Di Iesolo (IT)          | Odile de Sassy                 |
| Mère Kiss Me Coulonces         | And Arifant                    | Infante d'Aunou                | Nicky des Étangs               |
| Mère Kiss Me Coulonces         | And Arifant                    | Infante d'Aunou                | Oscana                         |
| Mère Kiss Me Coulonces         | Allez Coulonces                | Lutin d'Isigny                 | Firstly                        |
| Mère Kiss Me Coulonces         | Allez Coulonces                | Lutin d'Isigny                 | Dame d'Isigny                  |
| Mère Kiss Me Coulonces         | Allez Coulonces                | Vanina B                       | Carioca II                     |
| Mère Kiss Me Coulonces         | Allez Coulonces                | Vanina B                       | La Coulonces                   |